# Sharon Osbourne
Sharon Rachel Osbourne (rozená Levy; * 9. října 1952 Brixton, Anglie, Spojené království) je anglická moderátorka, porotkyně talentových televizních show, autorka, hudební manažerka, bussinessmanka, promotérka a manželka heavy-metalového zpěváka Ozzyho Osbourna. Poprvé přišla do povědomí publika díky reality-show The Osbournes, která sledovala život její rodiny. Později se stala porotkyní britské a původní verze soutěže The X Factor a americké verze soutěže Amerika hledá talent.
Po úspěchu s The Osbournes a The X Factor začala moderovat vlastní žebříčkovou show. V roce 2009 se umístila na 25. místě v žebříčku nejbohatších žen v Británii. V roce 2008 se společně s manželem umístila na 724. místě nejbohatších lidí Británie s majetkem v ceně 110 milionů liber. Patří k pětici moderátorek každodenní televizní show The Talk.

## Životopis
Sharon Rachel Arden se narodila v Brixtonu v Londýně. Je dcerou hudebního producenta Dona Ardena (narozený Harry Levy, 1926–2007) a Hope Shaw (1916–1999). Má staršího bratra Richarda a nevlastní sestru Dixie. Byla manažerkou skupiny Black Sabbath, ve které byl hlavním zpěvákem její muž Ozzy Osbourne. Společně mají tři děti: Aimee, Kelly a Jacka.